# Kloster Oberalteich

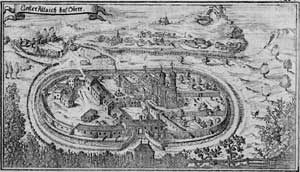
Kloster Oberalteich (aus dem „Churbaierischen Atlas“ des Anton Wilhelm Ertl 1687)

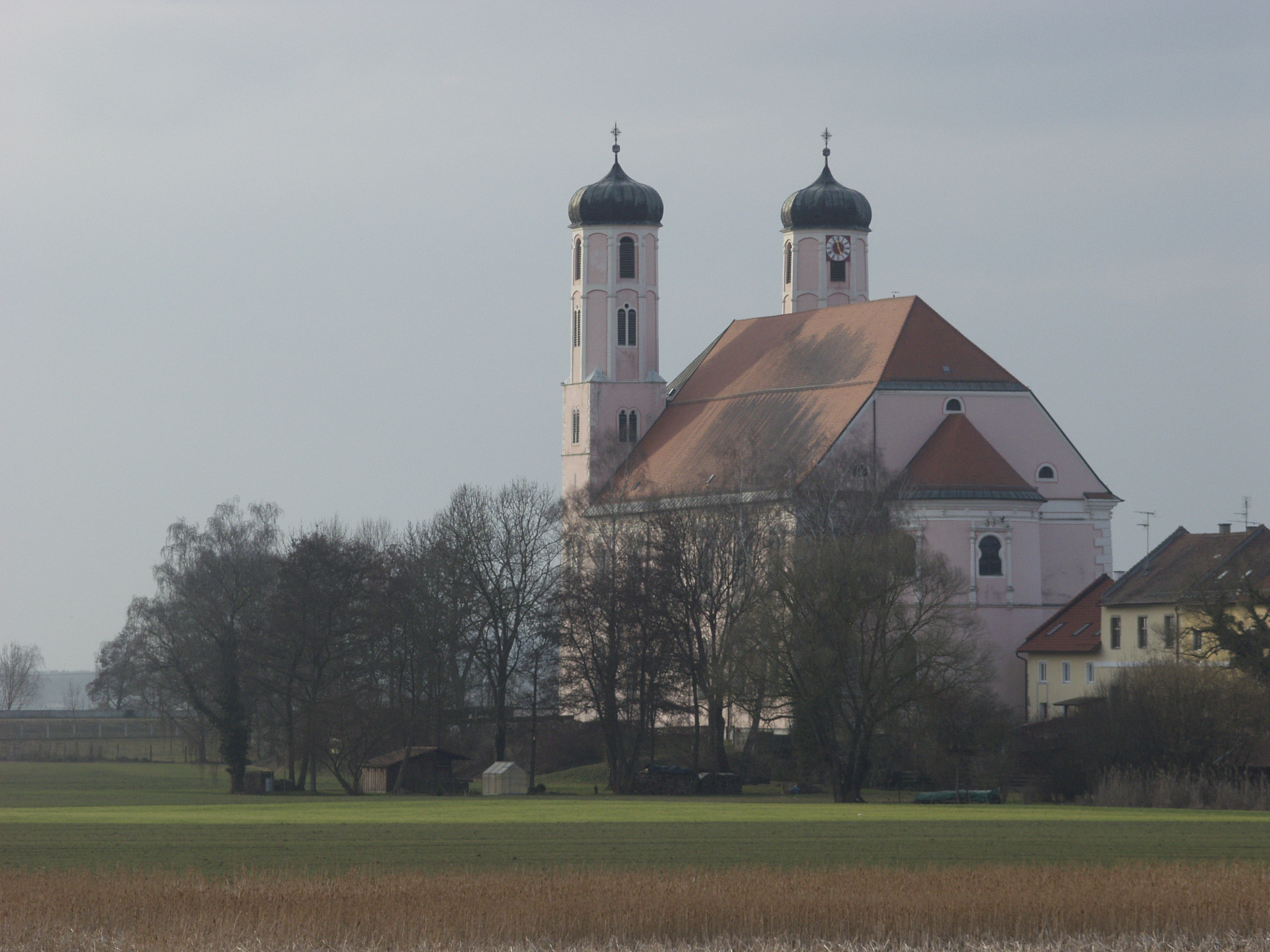
Kloster Oberalteich

Das Kloster Oberalteich  (auch Kloster Altaich das Obere) ist ein ehemaliges Kloster der Benediktiner in Oberalteich in Niederbayern in der Diözese Regensburg.

## Geschichte
Das St. Peter und Paul geweihte Kloster wurde um 1080 durch den Grafen Friedrich von Bogen gegründet, der zugleich Domvogt von Regensburg war. 1090 wurde der erste Klosterbau fertiggestellt und 1109 wurde die Klosterkirche St. Peter eingeweiht. Der erste Abt, Egino, stammte ebenso wie seine Nachfolger bis 1170 aus dem benachbarten Kloster Niederaltaich; wie diese Abtei stand auch Oberaltaich unter dem Einfluss der Gorzer Reform. Das junge Kloster wurde durch die Grafen von Bogen, die bis 1242 die Vogtei über das Kloster ausübten, durch Schenkungen unterstützt. Erst als nach dem Aussterben der Grafen von Bogen die Wittelsbacher die Vogtei übernahmen, erlebte das Kloster unter Abt Poppo (1260–1282) eine erste Blüte des klösterlichen Lebens und der wissenschaftlichen Tätigkeit.
Nach einem Großbrand 1245 wurde unter den Äbten Heimo (1247–1252) und Purchard (1256–1260) die Klosteranlage erneuert. Ein besonderer Gönner des Klosters war der Regensburger Bischof Nikolaus von Ybbs, der es als seine Grablege bestimmte. Unter Abt Friedrich II. (1346–1358) wurde das Kloster befestigt. In dieser Zeit ließ das Kloster auch das Flussbett der Donau um zehn Kilometer nach Süden und Westen verlegen. Dies war von Ludwig dem Bayern angeregt und mittels Güter- und Geldzuwendungen unterstützt worden. 1347 machte er den Abt Friedrich II. zu seinem Hofkaplan. Zur Zeit des Abtes Johann II. Asperger (1438 bis 1463) wurde die Kirche neu gestaltet. Diese mittelalterliche Klosteranlage wurde erst unter Abt Veit Höser (1604 bis 1634) erneuert. Die vollständige Barockisierung der Anlage erfolgte unter den Äbten Roman Denis (1682 bis 1695), Benedikt Resch (1695 bis 1704) und Ignatz Scherlin (1704 bis 1721). Als Künstler wirkte hierbei unter anderem der Maler Joseph Anton Merz aus Straubing.
Das Kloster wurde 1803 im Zuge der Säkularisation aufgelöst. Die Klostergebäude wurden veräußert. Im Konventbau wurde eine Pfarrei und eine zusätzliche Wohnung für einen Taglöhner untergebracht. 1847 wurden die historischen Grabdenkmäler aus der Klosterkirche nach Vilshofen gebracht und dort zum Bau eines Dammes verwendet.

## Äbte des Klosters
- Egino, ca. 1080–1105, aus der Abtei Niederaltaich
- Ruothard, ca. 1106–1114, aus der Abtei Niederaltaich
- Ludger, ca. 1115–1137, aus der Abtei Niederaltaich
- Luitpold I., ca. 1138–1148, aus der Abtei Niederaltaich
- Dietrich, ca. 1160–1180, aus der Abtei Niederaltaich
- Konrad I. Gwaerler, ca. 1180–1184
- Wolfram, ca. 1184–1194
- Friedrich I., 1194–1195
- Gotpold, 1195–1213
- Luitpold II., 1213–1215
- Konrad II. Rufus 1215–1223
- Ulrich I., 1224–1231
- Ernst, 1231–1234
- Ulrich II., 1234–1240
- Ulrich III., 1240–1247
- Heimo, 1247–1252
- Purchard, 1256–1260
- Poppo, 1260–1282: erste große Blütezeit der Abtei; Neubau des Klosters (1256) und Neubau der Kirche als dreischiffige romanische Basilika; Reform des Klosterlebens und Pflege der Wissenschaft
- Konrad III. Piper, 1282–1297; auf Anregung des Priors Albert von Haigerloch (später seliggesprochen) Bau eines Leprosenhauses
- Konrad IV., 1297–1311
- Heinrich I. von Geiersthal, 1311–1316
- Heinrich II. Stubhan, 1316–1329
- Ulrich IV., 1330–1338: 1340 Fertigstellung der von Kaiser Ludwig dem Bayern angeregten Umleitung der Donau beim Kloster
- Wolfgang, 1338–1346
- Friedrich II., 1346–1358: Befestigung des Klosters mit Wall und Graben
- Lautwin, 1358–1362
- Ruger, 1362–1366
- Eberwin, 1366–1379
- Peter Ursenbeck, 1379–1403: wirtschaftliche Sanierung des Klosters
- Gallus, 1403–1405
- Johann I. Vogel, 1405–1423
- Jakob Glettner, 1423–1438: erhielt 1431 von Papst Eugen IV. für sich und seine Nachfolger das Recht zum Gebrauch der Pontifikalien
- Johann II. Asperger, 1438–1463: Erneuerung der Klostergebäude und Neuausstattung der Klosterkirche
- Benedikt I. Behaim, 1463–1476
- Johann III. Irlbeck, 1476–1481
- Raphael Neupöck, 1482–1483
- Christian Tesenbacher, 1483–1502; aus Kloster Tegernsee: bemühte sich erfolgreich um die geistliche Erneuerung des klösterlichen Lebens in Oberaltaich, aber auch in den Abteien Metten, Weltenburg, und Prüfening
- Georg I. Dunspir, 1502–1519
- Georg II. Perkhamer, 1519–1521
- Gregor Pauer, 1521–1527
- Bernhard Maier, 1527–1541
- Andreas Wild, 1541–1551
- Sebastian Hofmann, 1551–1564: zunehmender geistlicher und wirtschaftlicher Verfall des Klosters, der jedoch schon in den vorausgehenden Jahrzehnte eingesetzt hatte
- Wolfgang Pogner, 1564
- Johann Baptist Lochner, 1565–1593
- Christof Glöckler, 1593–1614: vom bayerischen Herzog Albrecht V. eingesetzt, um die wirtschaftlichen und religiösen Verhältnisse im Kloster zu bessern; dieser war aber mehr an der Sanierung der finanziellen Situation des Klosters interessiert als an der Erneuerung des Klosterlebens
- Vitus Höser, 1614–1634: grundlegende Reform des klösterlichen Lebens; Neubau des Klosters und der Kirche im Stil der Renaissance (1622–1629; nach dem Entwurf des Abtes Vitus)
- Hieronymus Gazin, 1634–1674: 1661 Neubesiedlung des im Zuge der Reformation aufgelösten Klosters Michelfeld in der Oberpfalz
- Dominikus I. Cäsar, 1674–1681
- Roman Denis, 1681–1695; 1687 Anschluss des Klosters an die Bayerische Benediktinerkongregation
- Benedikt III. Resch, 1695–1704
- Ignaz Scherlin, 1704–1721
- Dominikus II. Perger, 1721–1757: Neugestaltung der Kirche und prunkvolle Säkularfeier 1731 zum Gedenken an die legendarische Erstgründung des Klosters 731
- Johann Evangelist Schifferl, 1758–1771
- Joseph Maria Hiendl, 1772–1796
- Beda Aschenbrenner, 1796–1803

## Klosterkirche

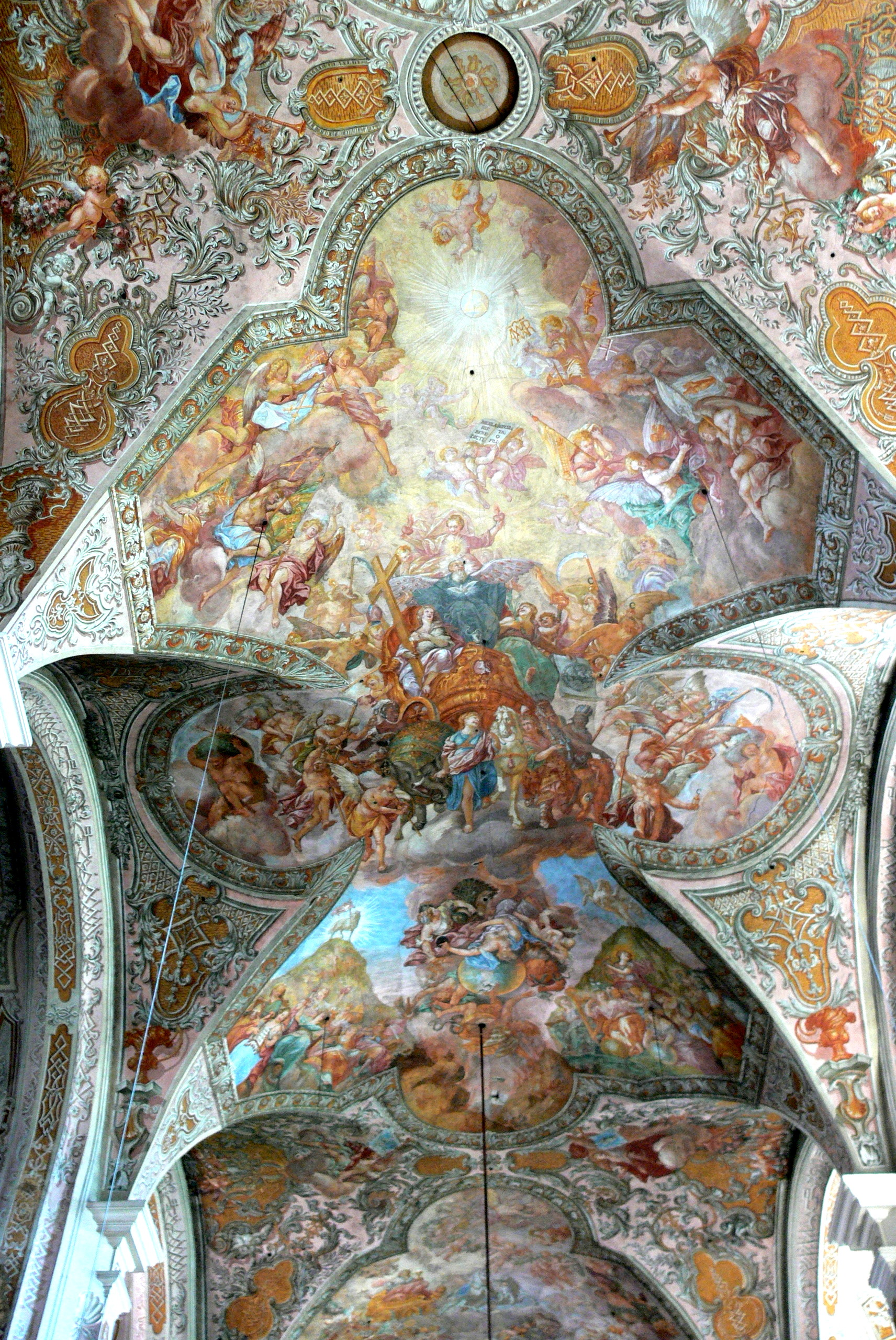
Fresken im Mittelschiff von Joseph Anton Merz

Die St. Peter und Paul geweihte Klosterkirche wurde 1622 bis 1630 nach Plänen des Abtes Vitus Höser neu erbaut. Die heutige, reiche Innenausstattung entstand vom späten 17. bis zum Ende des 18. Jahrhunderts. Lediglich die Eingangshalle besitzt noch den ursprünglichen Stuck aus der Zeit des Kirchenbaus. Der barocke Hochaltar stammt aus dem Jahr 1693. Aus der gleichen Zeit stammen die Seitenaltäre an den Freipfeilern des Mittelschiffs (auf den Emporen nach der Säkularisation entfernt). Aus Anlass der Tausendjahrfeier der legendären Erstgründung des Klosters im Jahr 731 wurde der Innenraum völlig neu gestaltet. Anstelle der ursprünglichen Stuckaturen und Fresken entstand ein umfangreicher Freskenzyklus. Die Fresken malte Joseph Anton Merz nach einem detaillierten Programm des Abtes Dominikus Perger. Sie schildern die angebliche Erstgründung und Wiedergründung der Abtei Oberalteich, ihre Leistungen auf dem Gebiet der Kunst und Wissenschaft sowie ihre Verdienste bei der Rekatholisierung der Oberpfalz im 17. Jahrhundert. Außerdem erhielten die Seitenkapellen neue Altäre.
Die ehemalige Klosterkirche wurde 1803 Pfarrkirche.

## Bedeutende Mönche des Klosters
- Adalbert von Oberalteich (1239–1311), lokale Verehrung seit dem 14. Jahrhundert
- Hermann Scholliner (1722–1795), Historiker und Theologe, Professor der Dogmatik an den Universitäten in Salzburg und Ingolstadt
- Bernhard Stöger (1757–1815), Theologe, Philosoph und Pädagoge; Professor der Logik an der Universität Salzburg
- Dominicus Gollowitz (1761–1809), Theologe, Professor der Moral- und Pastoraltheologie an der Universität Ingolstadt und Professor derselben Fächer und der Dogmatik am Lyceum in Amberg